# Ооржак, Шериг-оол Дизижикович
Шериг-о́ол Дизижи́кович О́оржак (тув. Шериг-оол Дизижик оглу Ооржак; род. 24 июля 1942) — президент Тывы (1992—2002), председатель Правительства Республики Тыва (2002—2007).

## Биография
С 1962 года — плотник Кызыл-Мажалыкского СМУ «Сельстрой». В 1962—1965 гг. служил в армии. С 1965 года — плотник-бетонщик строительного управления «Туваасбестстрой», в 1966 году направлен райкомом комсомола в Ак-Довуракскую школу № 2 преподавателем физкультуры. В 1971 году окончил Московскую сельскохозяйственную академию им. К. А. Тимирязева. С 1971 года — экономист, с 1976 года — директор совхоза «Шекпээр». В 1980 году был избран председателем Барун-Хемчикского районного Совета народных депутатов. С 1983 года — на партийной работе. В 1985 году окончил Новосибирскую высшую партийную школу. С декабря 1986 года — на партийной работе (секретарь Тувинского обкома КПСС).
Избирался депутатом Верховного Совета Тувинской АССР трёх созывов. В 1990 году был избран народным депутатом РСФСР и в этом же году — депутатом Верховного совета Тувинской АССР. В 1990—1992 гг. — председатель Совета Министров Тувинской АССР. Входил в состав Высшего экономического совета при Президиуме Верховного Совета Российской Федерации. Состоял в КПСС до августа 1991 года. В августе 1991 года проиграл выборы на пост председателя Верховного Совета Каадыр-оолу Бичелдею.
15 марта 1992 года был избран президентом — председателем правительства Республики Тува.
В 1993 году — председатель Конституционной комиссии Республики Тува. В ноябре 1993 года был избран депутатом Совета Федерации РФ. В 1997 году переизбран президентом — председателем правительства Республики Тыва. В 2002 году был избран на пост председателя правительства Республики Тува (в новой конституции РТ от 2001 года пост президента РТ не предусмотрен).
С 16 марта по 27 сентября 2005 — член президиума Государственного совета Российской Федерации.
Парламент Тывы дважды обращался к президенту России В. В. Путину с критикой Ооржака и политической и экономической ситуации в республике и просьбой об отстранении его от власти. Но ответа от Путина в обоих случаях не последовало.
Его полномочия истекли 17 марта 2007 года. Президент России В. В. Путин внёс на рассмотрение республиканского парламента кандидатуру заместителя Ш. Д. Ооржака — Ш. В. Кара-оола — для наделения его полномочиями председателя правительства республики. За предложенную кандидатуру проголосовали 20 депутатов Законодательной палаты и 111 депутатов Палаты представителей, 6 апреля 2007 года Ш. Д. Ооржак сложил с себя полномочия председателя правительства республики.

## Награды
- Орден «Буян-Бадыргы» I степени (6 августа 2021) — за большой вклад в развитие Республики Тыва и многолетний добросовестный труд[7]
- Памятная юбилейная медаль Республики Тыва в ознаменование 100-летия единения России и Тувы и 100-летия основания г. Кызыла (24 июля 2014) — за большой вклад в развитие Республики Тыва и многолетнюю  плодотворную государственную   деятельность[8]
- Орден Республики Тыва (15 августа 2008) — за многолетнюю государственную деятельность и вклад в социально-экономическое развитие республики[9]
- Орден «За заслуги перед Отечеством» III степени (9 апреля 2007) — за заслуги перед государством и многолетнюю добросовестную работу[10]
- Орден Почёта (24 июля 2002) — за большой вклад в социально-экономическое развитие республики и многолетнюю добросовестную работу[11]
- Почётная грамота Правительства Российской Федерации (24 июля 2002) — за большой личный вклад в социально-экономическое развитие Республики Тыва и многолетний плодотворный труд[12]
- Орден Дружбы (21 июля 1997) — за большой вклад в реформирование экономики республики и укрепление дружбы и сотрудничества между народами[13]
- Благодарность Президента Российской Федерации (12 августа 1996) — за активное участие в организации и проведении выборной кампании Президента Российской Федерации в 1996 году[14]